# 湖北省妇女联合会
湖北省妇女联合会（简称湖北省妇联），成立于1950年9月，是中华人民共和国湖北省妇女儿童工作者组成的人民团体，接受中共湖北省委和全国妇联的双重领导。其最高权力机构是湖北省妇女代表大会。

## 历史沿革
1949年11月8日至12日，召开湖北省各界妇女代表会议，成立湖北省民主妇联筹委会，陈舜英任主席。1950年9月20日至26日，召开湖北省第一次妇女代表大会，宣告成立湖北省民主妇女联合会（简称湖北省民主妇联）。
1957年10月，根据《中华人民共和国妇女联合会章程》及《关于各级妇联更改名称的通知》，湖北省民主妇女联合会改称湖北省妇女联合会（简称湖北省妇联）。
1966年文化大革命开始后，湖北省妇女联合会遭受冲击，整个组织陷入瘫痪。1972年10月，成立湖北省工农青妇联合办公室，下设妇女处，负责妇联组织的重建工作。1973年7月，召开湖北省第三次妇女代表大会，重建湖北省妇女联合会。

## 组织机构
内设机构
- 办公室
- 人事部（机关党委）
- 基层组织建设和社会联络部
- 宣传部
- 妇女发展部
- 权益部
- 家庭和儿童工作部

直属事业单位
- 湖北省妇女干部学校
- 湖北省儿童中心
- 湖北省妇女发展中心
- 湖北省妇女儿童社会组织服务中心

团体会员
- 湖北省总工会女职工委员会
- 湖北省妇女人才促进会
- 湖北省妇女理论研究会
- 湖北省家庭教育研究会
- 湖北省女企业家协会
- 湖北省女新闻工作者协会
- 湖北省女法官协会
- 湖北省女检察官协会
- 湖北省女医师协会
- 湖北省书法家协会女书家分会
- 湖北省女摄影家协会

## 历届执委会
第一届
- 任期：1950年9月－1957年6月
- 主任：陈舜英
- 副主任：任刘东、肖慧纳

第二届
- 任期：1957年6月－
- 主任：郭力文
- 副主任：季洁、李旭东、董燕梁、黎化、陈皙、张明

第三届
- 任期：1973年7月－1979年3月
- 主任：丁凤英
- 副主任：陈皙、宫颖超、张典、谢望春（兼）、夏菊花（兼）、李友华（兼）、王彩珠（兼）、潘连英（兼）、辛志英（兼）

第四届
- 任期：1979年3月－1983年10月
- 主任：陈皙（1979年3月－1983年6月）→ 周明
- 副主任：周明、宫颖超、张明、张典、李友华（兼）、潘连英（兼）、辛志英（兼）

第五届
- 任期：1983年10月－1988年11月
- 主任：周明 → 宋育英（1984年8月－1988年11月）
- 副主任：刘世英、郭琼楼、罗玉珍

第六届
- 任期：1988年11月－1993年12月
- 主任：宋育英（1988年11月－1993年7月）→ 蒋大国
- 副主任：刘世英、邹成贵、郭琼楼、周晓岳、杨秋萍、戴闺柱（兼）、陈永葆、曾玉兰

第七届
- 任期：1993年12月－1998年11月
- 主任：蒋大国
- 副主任：刘世英、周晓岳、陈永葆、蔡绍芝（兼）、曾玉兰、黄光英（兼）、赵吉凤、吴雁雁

第八届
- 任期：1998年11月－2003年11月
- 主任：丁凤英
- 副主任：吴雁雁、陈永葆、曾玉兰、袁军晶、赵吉凤、马黎、张国秀、黄光英（兼）、毕传淑（兼）、刘祖黎（兼）

第九届
- 任期：2003年11月－2008年12月
- 主任：张岱梨（2003年11月－2008年7月）→ 梁惠玲
- 副主任：曾玉兰、袁军晶、赵吉凤、张国秀、马萍、王明菊、涂明珍、毕传淑（兼）、陈小君（兼）、王红玲（兼）

第十届
- 任期：2008年12月－2013年12月
- 主席：梁惠玲 → 彭丽敏（2013年6月[3]－2013年12月）
- 副主席：郭俊萍、马萍、涂明珍、周正素、叶景丽、鲍清芬、陈小君（兼）、王红玲（兼）、田玉科（兼）

第十一届
- 任期：2013年12月－2018年11月
- 主席：彭丽敏[4]
- 副主席：高勤、吴红娅、叶景丽、鲍清芬、钱银芝

第十二届
- 任期：2018年11月－
- 主席：彭丽敏（2018年11月－2019年12月）→ 李述永（2020年1月[5]－2022年3月）→ 邓长青（2022年3月－）
- 副主席：高勤（2018年11月－2019年10月）、王保举（2018年11月－2019年12月）、张莉君、李燕、彭艳红（2021年12月－）、傅江浩（挂职）、王波（兼）、王琼（兼）、赵雪梅（兼）、谢文敏（兼）